# Lazaro Francisco

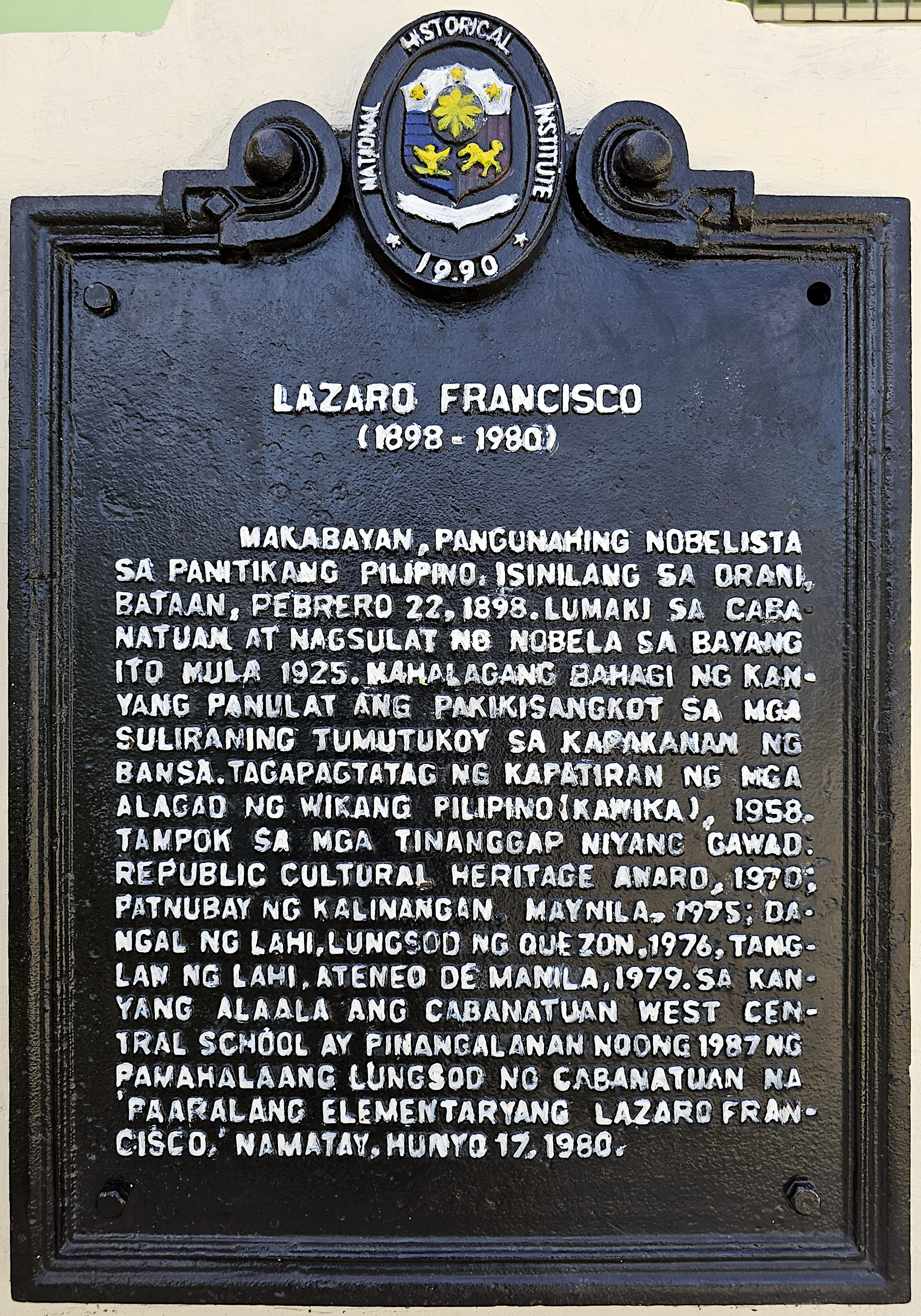
Gedenkplaat

Lazaro Francisco (Orani, 22 februari 1898 – 17 juni 1980) was een Filipijns schrijver. Francisco schreef tussen 1925 en 1960 twaalf novellen in het Tagalog. Francisco werd in 2009 postuum tot nationaal kunstenaar van de Filipijnen uitgeroepen.

## Biografie
Francisco studeerde achtereenvolgens aan de Central Luzon Agricultural College en aan de International Correspondance School. Hij maakte naam met Ilaw sa Hilaga (Noorderlicht), wat wel wordt beschouwd als de beste roman van de periode kort na de Tweede Wereldoorlog. Andere bekende werken van Francisco zijn Sugat ng Alaala (Litteken van het geheugen), Maganda Pa Ang Daigdig (De wereld is nog steeds mooi), Lumubog and Araw (Voor de zon ondergaat) en Sa Paanan ng Krus (Aan de voet van het kruis).
Francisco was een nationalist. Zo richtte hij in 1958 de organisatie Kapatiran ng mga Alagad ng Wikang Pilipino (KAWIKA) op, dat tot doel had om het gebruik van Tagalog als nationale taal in stand te houden te bevorderen.

## Werken van Lazaro Francisco
- Ama (1929)
- Ilaw sa Hilaga (1948), eerder gepubliceerd als Bayaning Nagpatiwakal (1925)
- Sugat ng Alaala (1950)
- Maganda Pa Ang Daigdig (1956)
- Bago Lumubog Ang Araw
- Binhi at Bunga
- Daluyong (1962)
- Sa Paanan ng Krus

## Onderscheidingen
- Republic Cultural Heritage Award (1970)
- Patnubay ng Kalinangan, Manilla (1975)
- Dangal ng Lahi, Lungsod ng Quezon (1976)
- Tanglaw ng Lahi, Ateneo de Manila (1979)
- Presidential Award of Merit for Literature
- Gawad Plaridel, Bayanihan Foundation
- Pingkain Award, Bayanihan Foundation.
- Nationaal kunstenaar van de Filipijnen (2009)

- Bibliothèque nationale de France: cb166092044 (data)
- Gemeinsame Normdatei: 1199157023
- International Standard Name Identifier: 0000 0000 8197 2493
- Library of Congress Control Number: n82165858
- Nederlandse Thesaurus van Auteursnamen: 074030523
- Système universitaire de documentation: 163272395
- Virtual International Authority File: 11203049
- WorldCat: E39PBJpYxWcYfYjJfhVmcT67pP